# Guido Grünheid
Guido Grünheid (Jena, 25 ottobre 1982) è un ex cestista tedesco.
Alto 208 cm per 92 kg, giocava come ala.

## Carriera
Nel 2007 è stato convocato per disputare gli Europei in Spagna con la maglia della Germania. Nel 2006 ha invece preso parte ai Mondiali in Giappone.

## Palmarès
- Campionato tedesco: 3

Alba Berlino: 2001-02, 2002-03
Cologne 99ers: 2005-06
- Coppa di Germania: 2

Alba Berlino: 2003
Cologne 99ers: 2007
- Supercoppa tedesca: 1

Cologne 99ers: 2006